# Сіомара Кастро
Іріс Сіомара Кастро Сарм'єнто (ісп. Iris Xiomara Castro Sarmiento; нар. 30 вересня 1959, Тегусігальпа, Гондурас) — гондураська політична діячка, 56-й Президент Гондурасу з 27 січня 2022 року. Перша жінка на посаді президента Гондурасу та перший президент, що не є членом ні Ліберальної партії, ні Національної партії відтоді як демократію було відновлено 1982 року. Дружина усунутого з посади президента країни впродовж 2006—2009 рр. Мануеля Селаї. Лідерка опору державному перевороту в Гондурасі 2009 року. Кандидатка в президенти Гондурасу на виборах 2013 та 2017 року, де представляла ліву Партію свободи та відродження (Libre). Здобула перемогу на президентських виборах 2021 року.

## Біографія
Народилась 30 вересня 1959 року в Тегусігальпі. Друга з п'яти дітей Ірен Кастро Реєса та Ольги Доріс Сарм'єнто Монтойя. Отримала початкову та середню освіту в інститутах Сан-Хосе-дель-Кармен і Марії Ауксіліадори. Здобула ступінь ділового адміністрування в Гондураському інституті міжамериканської культури.
Брала активну участь в Асоціації чоловіків та дружин членів Клубу Ротарі Катакамасу, а також у заходах, розроблених задля догляду за дітьми, які потребують допомоги, у департаменті Оланчо. Взяла участь у створенні Centro de Cuidado Diurno para Niños en Catacamas (укр. Центр щоденного догляду за дітьми в Катакамасі) з метою надання допомоги неповним сім'ям на чолі з жінками.

## Політична кар'єра
Сіомара Кастро вперше ввійшла в політику 2005 року як організаторка жіночого осередку Ліберальної партії Гондурасу в Катакамасі, де агітувала за чоловіка Мануеля Селаю на загальних виборах 2005 року.
Як перша леді, Кастро відповідала за програми соціального розвитку, співпрацювала з ООН з іншими першими леді для вирішення проблем, з якими стикаються жінки, хворі на ВІЛ.
Після усунення з посади Мануеля Селаї 28 червня 2009 року внаслідок перевороту, Сіомара Кастро очолила рух опору, долучившись до гондурасців, які вимагали повернути Селаю. Рух, відомий як Фронт національного народного опору, став підґрунтям для створення Партії свободи та відродження.

### Президентські вибори 2013
На президентських виборах 2013 року Сіомара Кастро балотувалася від Партії свободи та відродження; Мануель Селая не зміг балотуватись, позаяк на той момент, згідно з Конституцією, особі, яка вже обіймала посаду президента, балотуватись на посаду президента чи віцепрезидента було заборонено. 17 червня 2013 року Партія свободи та відновлення офіційно висунула її кандидатуру. Кастро посіла друге місце, отримавши 896 498 голосів (28.78 %). Перемогу здобув кандидат від Національної партії Гондурасу Хуан Орландо Ернандес, одержавши 1 149 302 голосів (36.89 %).

### Президентські вибори 2017
На президентських виборах 2017 року Кастро мала намір брати участь від тієї ж Партії свободи і відродження, однак зняла свою кандидатуру на користь Сальвадора Насралли.

### Президентські вибори 2021
На президентських виборах 2021 року Кастро, як і раніше, представляла Партію свободи та відродження. Сальвадор Насралла зняв свою кандидатуру на користь Кастро, ставши кандидатом у віцепрезиденти. Відповідно до результатів підрахунку 45 % голосів Кастро набрала 53 %, тоді як її опонент від Національної партії та чинний на той момент мер Тегусігальпи Насрі Асфура — 34 %; і Кастро, і Асфура оголосили про свою перемогу. Після підрахунку трохи більше половини голосів Національна партія визнала поразку Насрі Асфури, а сам він привітав Кастро з перемогою.
27 січня 2022 року Кастро офіційно обійняла посаду президента Гондурасу.

## Приватне життя
У січні 1976 року одружилася з Мануелем Селаєю. Після одруження пара поселилась у Катакамасі, Оланчо. У шлюбі народила 4 дітей: Зое, Ектор Мануель, Гортензія Сіомара та Хосе Мануель.